# Іван Нечуй-Левицький (монета)
«Іва́н Нечу́й-Леви́цький» — ювілейна монета номіналом 2 гривні, випущена Національним банком України. Присвячена видатному українському письменнику, перекладачу, педагогу — Івану Семеновичу Левицькому (літературні псевдоніми І. Нечуй-Левицький, І. Нечуй). І. Нечуй-Левицький увійшов в історію літератури як видатний майстер художньої прози, який створив високохудожні соціально-побутові оповідання та повісті, увів нові теми й мотиви, змалював їх яскравими художніми засобами: «Микола Джеря», «Кайдашева сім'я», «Старосвітські батюшки та матушки», «Афонський пройдисвіт», «Поміж ворогами», «Хмари», «Над Чорним морем» та багато інших. Івана Семеновича вважають пропагандистом української національної ідеї і національної літератури.
Монету введено в обіг 6 листопада 2018 року. Вона належить до серії «Видатні особистості України».

## Опис та характеристики монети
| Номінал грн. | Метал      | Маса, грам | Діаметр, мм. | Якість виготовлення       | Гурт     | Тираж, штук |
| ------------ | ---------- | ---------- | ------------ | ------------------------- | -------- | ----------- |
| 2            | нейзильбер | 12,8       | 31           | спеціальний анциркулейтед | рифлений | 35 000      |

### Аверс
На аверсі монети розміщено: угорі — малий Державний Герб України; праворуч на дзеркальному тлі — портрет І. Нечуя-Левицького, поруч з яким — стилізована парасоля (його незмінний атрибут), що нагадує письменницьке перо, ліворуч: номінал монети «2/ГРИВНІ», логотип Банкнотно-монетного двору Національного банку України; написи по колу: «УКРАЇНА» (угорі ліворуч), праворуч — «ІВАН НЕЧУЙ-ЛЕВИЦЬКИЙ 1838—1918»; унизу ліворуч — рік карбування монети «2018».

### Реверс
На реверсі монети на дзеркальному тлі розміщено стилізовану композицію: дерево життя, по обидва боки від якого глечики, з яких ллється вода, що підживлює дерево; по колу — вислів письменника: «ЛЮДИНА БЕЗ НАЦІОНАЛЬНОСТІ, ЯК ДЕРЕВО БЕЗ КОРІННЯ: ВОНО ЗАЧУЧВЕРІЄ І ВСОХНЕ».

## Автори
- Художник — Куц Марина.

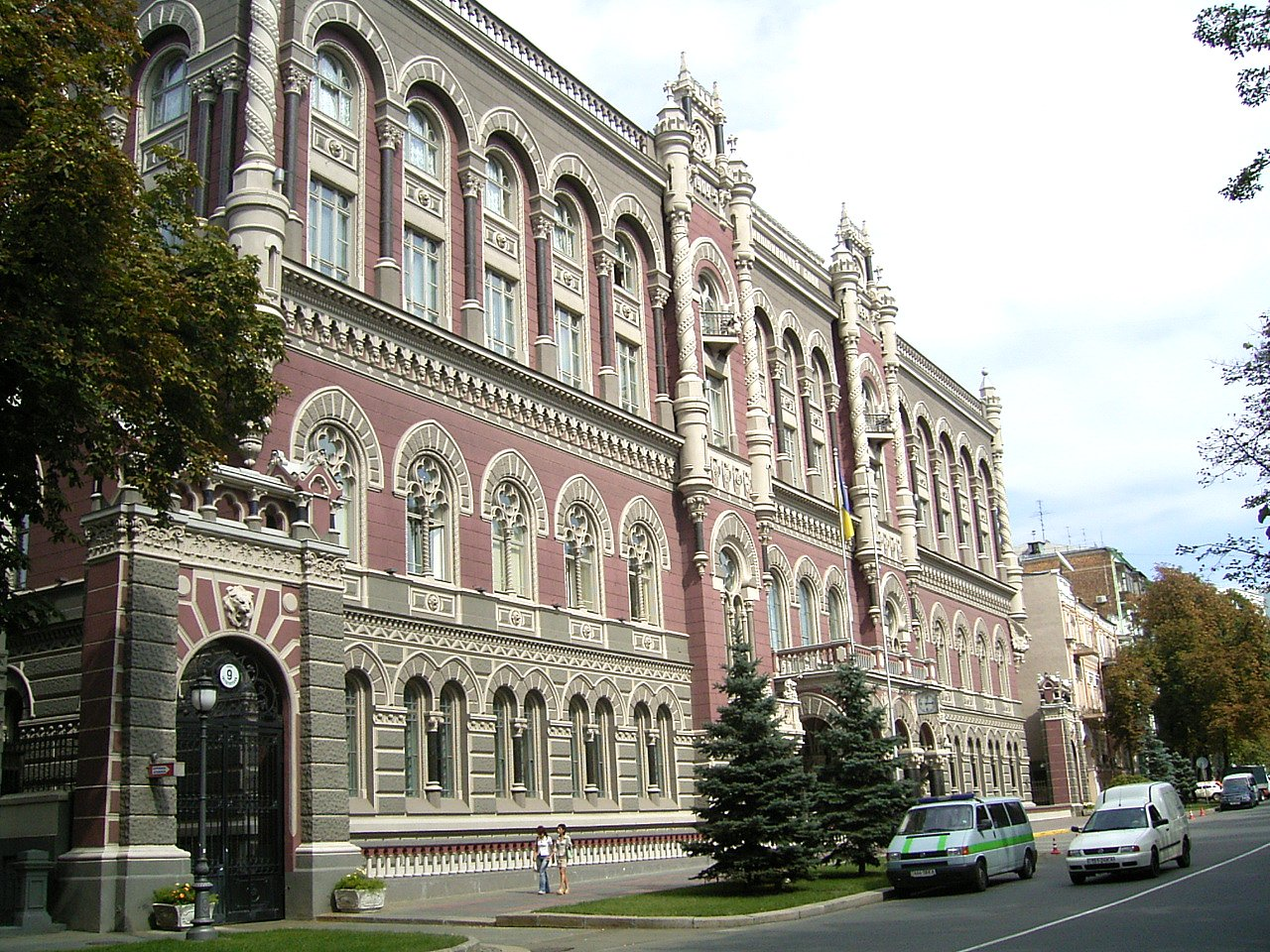
Будівля Національного банку України

- Скульптори: Дем'яненко Володимир, Демяненко Анатолій.

## Вартість монети
Під час введення монети в обіг 2018 року, Національний банк України реалізовував монету через свої філії за ціною 40 гривень.
Фактична приблизна вартість монети, з роками змінювалася так:
| Рік        | 2019 | 2020 | 2021 | 2022 | 2023 | 2024 | 2025 |
| ---------- | ---- | ---- | ---- | ---- | ---- | ---- | ---- |
| Ціна, грн. | 50   | 50   | 50   | 50   | 75   | 110  | 120  |